# Der Angriff
Der Angriff ("El Ataque" en español) fue un periódico publicado por el Gau (distrito) de Berlín del NSDAP desde el 4 de julio de 1927.
Este periódico fue publicado por Joseph Goebbels, quien era desde 1926 el Gauleiter del NSDAP en Berlín. El partido proveyó buena parte de las finanzas requeridas para editarlo. Willi Krause (bajo el seudónimo de Peter Hagen) fue el primer editor en jefe del diario. Su sucesor fue Julius Lippert, y desde 1935, Goebbels nombró a su amigo personal Hans Schwarz van Berk para el cargo. Su eslogan era: "Por los oprimidos, contra los explotadores".
Inicialmente fue publicado como semanario, a partir del 1 de octubre de 1929 apareció dos veces a la semana y luego se convirtió en diario en noviembre de 1940. El contenido era en buena parte de propaganda, agitación contra la República de Weimar y antisemitismo. El periódico atacaba regularmente, entre otros, a Bernhard Weiss, el vicepresidente de la policía de Berlín que era de origen judío. Por esta causa fue prohibido temporalmente el 4 de noviembre de 1931 por Albert Grzesinski, Jefe de la Policía de Berlín.

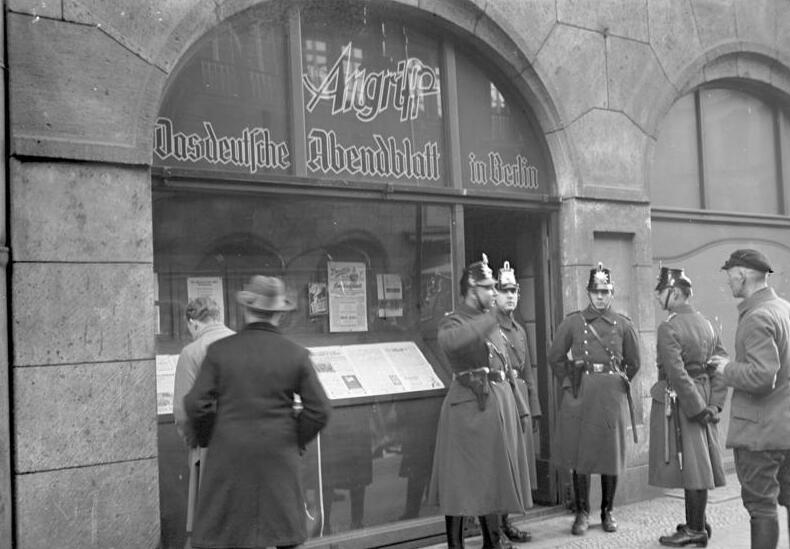
La Policía alemana, el año 1932, antes de la toma del poder por los nazis, allana e incauta ediciones en la sede de Berlín del periódico "Der Angriff".

La circulación en 1927 era de cerca de 2000 copias, en 1936 de 146,694 y en 1944 de 306 000 ejemplares.
Tras la toma del poder por los nazis en Alemania, el 30 de enero de 1933, la importancia del periódico decreció paulatinamente. Cuando los Aliados empezaron las campañas de bombardeo sobre Berlín, la circulación se incrementó para subir la moral a los berlineses. Después del 19 de febrero de 1945, Der Angriff fue publicado junto al Berliner Illustrierte Nachtausgabe (Edición Nocturna Ilustrada de Berlín). Su última aparición fue el 24 de abril de 1945.
Fue junto a "Der Panzerbär" el último periódico de la Alemania Nazi.